# Carne y arena
Carne y arena ist ein US-amerikanischer Virtual Reality-Kurzfilm aus dem Jahr 2017, geschrieben und inszeniert von Alejandro González Iñárritu, der die Zuschauer in das „harte Leben eines Immigranten“ eintauchen lässt. Der Film wurde von Iñárritu und dem Kameramann Emmanuel Lubezki in Zusammenarbeit mit ILMxLAB und mit Unterstützung von Legendary Entertainment und der Fondazione Prada in Italien entwickelt.

## Handlung
Der Film versetzt den Zuschauer in eine Gruppe von Migranten, die von einem Kojoten über die mexikanische Grenze in die USA geführt werden, bis sie von der Grenzpolizei aufgegriffen werden. Die Geschichte basiert auf Interviews, die Alejandro G. Iñárritu mit mexikanischen und mittelamerikanischen Flüchtlingen über ihre Lebensgeschichten führte. Benjamin B. vom American Cinematographer bemerkte: „Die außergewöhnlichen Errungenschaften der virtuellen Realität wurden bewundert, weil sie den Zuschauer in die Zeit zurückversetzen, als die Gebrüder Lumière öffentliche Vorführungen mit Projektoren erfanden... ähnlich wie Edisons Kinetoskope in den Nickelodeon-Salons der frühen 1900er Jahre“. „Virtuell anwesend, physisch unsichtbar“, so der Untertitel von Iñárritu für Carne y arena, beschreibt, wie VR die Natur des Publikums verändert.

## Auszeichnungen
Er wurde von der Academy of Motion Picture Arts and Sciences mit dem ersten Special Achievement Academy Award seit über 20 Jahren ausgezeichnet.

## Kritiken
Carne y arena hat seit seiner Premiere bei den Filmfestspielen von Cannes am 17. Mai 2017 ein überwältigend positives Echo erhalten und erfreut sich nach Ausstellungen im Kulturzentrum der Universität Tlatelolco in Mexiko-Stadt, in der Fondazione Prada in Mailand und im Los Angeles County Museum of Art (LACMA) weiterhin großer Beliebtheit und Anerkennung.
Carne y arena wurde von Germano Celant als „eine Verschmelzung von Identitäten: eine psychophysische Einheit, in der der Mensch die Schwelle des Virtuellen überschreitet und in das Imaginäre eindringt und umgekehrt. Es handelt sich um eine Revolution der Kommunikation, bei der sich das Sehen in ein Fühlen und in eine körperliche Auseinandersetzung mit dem Kino verwandelt: ein Übergang von der Leinwand zum Blick des Menschen, mit einem totalen Eintauchen der Sinne“.